# TSV Battenberg
Der TSV Battenberg (offiziell: Turn- und Sportverein Blau-Weiß Battenberg von 1912 e. V.) ist ein Sportverein aus Battenberg im Landkreis Waldeck-Frankenberg. Bekannt wurde der Verein durch seine ehemalige Fußballabteilung. Die erste Frauenmannschaft spielte zwei Jahre in der Bundesliga, während die erste Männermannschaft sechs Jahre in der damals dritt- bzw. viertklassigen Oberliga Hessen spielte.

## Geschichte
Der Verein wurde im Jahre 1912 gegründet und nahm im Jahre 1949 kurzzeitig den Namen FSV Blau-Weiß Battenberg an. Seit dem 1. Juli 1949 heißt der Verein wieder TSV Battenberg. Im Jahre 1994 spaltete sich die Frauenfußballabteilung unter dem Namen DFC Allendorf/Eder ab. Die männlichen Fußballer traten am 1. Juli 1997 gemeinsam mit denen des 1924 gegründeten SV Allendorf dem FC Ederbergland bei. Dieser Verein wurde bereits am 10. März 1997 gegründet.

### Frauenfußball
Die Fußballerinnen machten erstmals im Jahre 1975 auf sich aufmerksam, als sie die hessische Meisterschaft gewannen und sich für die Endrunde um die deutsche Meisterschaft qualifizierten. In der ersten Runde traf die Mannschaft auf den SC 07 Bad Neuenahr und erreichte im Hinspiel auf eigenem Platz ein 2:2. Durch eine 0:4-Niederlage im Rückspiel folgte das Aus. Zehn Jahre später gehörte der TSV zu den Gründungsmitgliedern der damals erstklassigen Oberliga Hessen. Aus dieser stiegen sie 1988 ab und schafften auf Anhieb den Wiederaufstieg. Im Jahre 1992 wurde die Mannschaft erneut Hessenmeister und schaffte in der folgenden Aufstiegsrunde zur Bundesliga verlustpunktfrei den Aufstieg.
Dort reichte es in der Saison 1992/93 nur knapp zum Klassenerhalt. In der folgenden Spielzeit stieg der TSV als Tabellenletzter ab. Gegen den Staffelsieger TuS Niederkirchen verlor die Mannschaft zu Hause gar mit 2:12. Mit Birgitt Austermühl stellte der TSV eine deutsche Nationalspielerin, die während ihrer Zeit in Battenberg an der Weltmeisterschaft 1991 teilnahm. Darüber hinaus brachte der TSV Battenberg mit den Schwestern Pia und Tina Wunderlich zwei weitere Nationalspielerinnen hervor.

### Männerfußball
Die Männer des TSV Battenberg erreichten im Jahre 1979 erstmals die Landesliga Hessen-Mitte. Gleichzeitig erreichte die Mannschaft den DFB-Pokal, wo in der ersten Runde ein 5:4 nach Verlängerung gegen den SV Auersmacher gelang. In der zweiten Runde schlugen die Battenberger den Bramfelder SV mit 2:0 nach Verlängerung. Schließlich schied die Mannschaft in Runde drei nach einem 0:4 beim VfL Osnabrück aus. In der Landesliga gehörte der TSV zu den Spitzenmannschaften und schaffte 1984 den Aufstieg in die Oberliga Hessen.
Nach einem sechsten Platz in der Saison 1985/86 folgte ein Jahr später der Abstieg. Nach dem sofortigen Wiederaufstieg ging es 1991 erneut hinab in die Landesliga. Dieses Mal musste der TSV bis 1996 mit der Rückkehr in die Oberliga Hessen warten. Dort stiegen die Battenberger in der Saison 1996/97 erst in der Relegationsrunde zurück in die Landesliga ab. Das Auswärtsspiel beim Meister SV Wehen wurde mit 0:10 verloren.